# Famille Breitholtz
 (juin 2023).
La famille Breitholtz, (parfois orthographié Breetholt) est une ancienne famille balte-suédoise.

## Histoire
L'histoire de la famille commence à l'île de Gotland, à Visby, où l'ancêtre de la famille, un certain Martin Brethult, arrive dans les années 1230, peut-être du Danemark, de l'ouest de la Suède ou du Brabant, ou encore, selon la tradition, de Saxe. Au cours des XIVe – XVIIe siècles, la famille tire ses ressources du négoce. Elle fait commerce jusqu'à Novgorod via Reval, Visby, Lübeck et Bruges jusqu'à la Biscaye et compte alors parmi les familles du conseil de la Ligue hanséatique.
La famille passe sous la domination suédoise en 1561 avec le conseiller et diplomate Jasper Breitholt (1505-1566). Membre de la chevalerie de Livonie, la famille est intégrée à la noblesse suédoise en 1650 (matricule n° 484) et élevée au rang de chevalier en 1778.
La famille compte actuellement environ 190 membres vivant, outre en Suède, en Finlande, en Belgique, en Angleterre, aux États-Unis et en Australie. Le chef de famille actuel est Jonas Breitholtz, né en 1961.

## Personnalités
- Herman II Breitholtz (ca. 1325-1385), maire de Visby, marchand de la Hanse. Père du suivant.
- Marquard I Breitholtz, maire de Visby, décédé en 1401 à Reval/Tallinn. Père du suivant.
- Marquard II Breetholt (sv) (ca. 1395-ca. 1475), citoyen (1437), conseiller (1439-1474) puis maire de Tallinn à partir de 1449, représentant de la ville à Wolmar, Pernau (1442-1455) et Wismar (1464). Père du suivant.
- Marquard Bretholt III (1450-1516), marchand, conseiller, chambellan puis maire de Tallinn. Père du suivant.
- Jasper Breitholt (sv) (1505-1566), marchand, conseiller de Tallinn (1541-64) et diplomate notamment comme représentant de Tallinn à Lubeck (1553) et auprès du roi de Suède Éric XIV (1564). Père du suivant.
- Evert I Breitholtz (1564-1622), marchand puis officier dans la cavalerie suédoise contre les russes. Seigneur de Udenkull, bailli de Neuenhof puis gouverneur du comté de Hapsal (1590-1600). Grand-père du suivant.
- Claes Breitholtz (sv) (1620-1706), Maréchal de la Cour de De la Gardie, major-général de cavalerie, vice-commandant en chef de l'armée suédoise. Père du suivant.
- Carl Breitholtz (sv) (1650-1717), colonel-général suédois du régiment d'infanterie de Breitholtz.
- Mauritz Breitholtz (Moritz von Breitholtz en allemand) (1624-1705), membre de la Guilde des Têtes noires, capitaine de cavalerie au régiment de Livonie.
- Claes Breitholtz IV (sv) (1743-1812), capitaine de frégate finlandais (au sein du royaume de Suède) au long cours.
- Claes Josef Breitholtz (sv) (1788-1834), général d'artillerie suédois, récipiendaire de l'Ordre de Dannebrog et de l'Ordre de l'Épée.
- Edvard Julius Breitholtz (sv) (1830-1912), Lieutenant général suédois, Grand-Croix de l'Ordre de l'Épée et chevalier 2e classe de l'Ordre de Sainte-Anne. Père du suivant.
- Axel Breitholtz (sv) (1862-1958), colonel suédois.
- Björn Breitholtz (sv), né en 1938, est un photographe suédois. Ses œuvres sont notamment présentes au Moderna Museet de Stockholm et au Museum of Modern Art de New York.

## Pour approfondir